# Jean Cruveilhier
Jean Cruveilhier (Limoges, 9 de febrero de 1791 – Sussac, 10 de marzo de 1874) fue un médico, cirujano, anatomista y patólogo francés.

## Biografía
Jean Cruveilhier era hijo del cirujano y médico militar Léonard Cruveilhier (1760-1836) y de Anne Reix (1771-1831). Su madre era una ferviente católica que hizo a Jean partícipe de su fe y le imbuyó una vocación sacerdotal, pero su padre había decidido que fuera médico. A los diecinueve años, ante la insistencia de su padre, Jean marchó a estudiar Medicina a París, donde fue alumno de Guillaume Dupuytren, que era amigo de su padre. En 1816 se doctoró en Medicina en París con una tesis titulada Essai sur l'anatomie pathologique en general et sur les transformations et productions organiques en particulier.
Cruveilhier regresó a Limoges, abrió una consulta médica y el 14 de junio de 1819 contrajo matrimonio con Marie Gabrielle Jenny Grellet des Prades de Fleurelle (1801-1849), con la que tuvo ocho hijas y un hijo, Pierre Édouard Gabriel (1835-1906), que también se dedicó a la medicina.
Recomendado por Duyputren, Cruveilhier fue nombrado profesor de medicina operatoria en la Universidad de Montpellier en 1824; sin embargo, este puesto no le convencía y se planteó seriamente la posibilidad de retomar su práctica médica en Limoges. Poco después le propusieron ocupar, en París, la cátedra de anatomía que había quedado vacante tras la muerte de Pierre Augustin Béclard, en marzo de 1825.

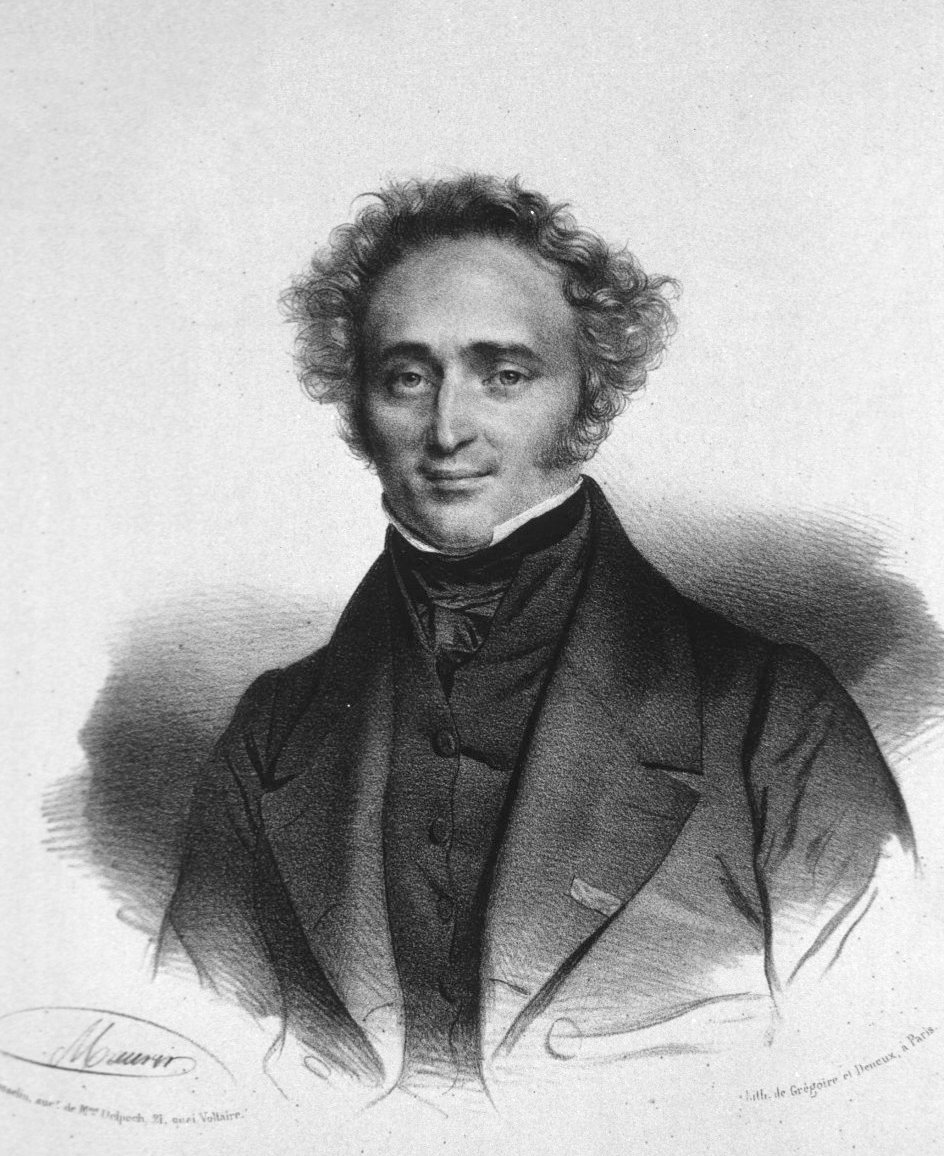
Jean Cruveilhier en 1837, grabado de Nicolas Eustache Maurin

En 1836 fue elegido miembro de la Académie Nationale de Médecine, de la que llegó a ser presidente en 1859. También fue presidente de la Société anatomique de París durante más de cuarenta años. Uno de sus alumnos más famosos fue el político y revolucionario puertorriqueño Ramón Emeterio Betances.
En 1836 ocupó la cátedra de anatomía patológica que había dispuesto Dupuytren en su testamento, para la cual había legado 200.000 francos, cantidad que sirvió también para crear el Museo Dupuytren, al que donó su extensa colección de muestras.
Entre 1828 y 1842 publicó Anatomie pathologique du corps humain ou description des diverses altérations morbides dont le corps humain est susceptible avec figures lithographiées et coloriées. Se trata de un atlas, dedicado a Dupuytren, que Charcot calificó de admirable y en el que aportaba una de las primeras descripciones de la esclerosis múltiple y de la atrofia muscular progresiva (también llamada atrofia de Cruveilhier). En esta exhaustiva obra también se pueden encontrar descripciones de la úlcera gástrica, la estenosis pilórica, los divertículos de colon, la flebitis, el meningioma, etc. Publicó, además, un Traité d'anatomie pathologique générale, en cinco volúmenes, entre 1849 y 1864.
En 1866, a petición de su familia, dimitió de su cátedra (tenía 75 años) y abandonó progresivamente las sociedades científicas que frecuentaba. Cuando estalló la guerra, su familia le instó a abandonar París y se retiró a su villa de Sussac, donde vivió otros cuatro años.
Murió a los 83 años de una neumonía aguda; su funeral tuvo lugar en Limoges y fue enterrado en el cementerio de Louyat.

## Contribuciones
Fue un anatomista muy influyente, que realizó importantes aportaciones en su estudio del sistema nervioso. Jean-Martin Charcot (1825-1893) atribuye a Cruveilhier el mérito de ser el primero en describir las lesiones asociadas a lo que hoy se conoce como esclerosis múltiple, descritas en la obra de Cruveilhier Anatomie pathologique du corps humain (dos volúmenes 1829-1835, 1835-1842). Se le atribuye también el mérito de ser el primero en proporcionar una descripción patológica de la enfermedad.
Cruveilhier se oponía a las grandes maternidades y era partidario de la atención domiciliaria y de los hospitales más pequeños con habitaciones privadas para las parturientas. Realizó numerosas investigaciones sobre el sistema vascular, y se le recuerda por sus estudios sobre la flebitis, una enfermedad a la que otorgó un considerable papel en  la patología.
Llevan su nombre el signo de Cruveilhier (hipertensión persistente y oclusión de la vena porta) y la enfermedad de Cruveilhier-Baumgarten (cirrosis hepática sin ascitis), una afección que debe su nombre al patólogo alemán Paul Clemens von Baumgarten (1848-1928). El nombre de Cruveilhier también está asociado a varias partes anatómicas, si bien estos términos han sido sustituidos en gran medida por la nomenclatura anatómica moderna:
- Fosa de Cruveilhier: fosa escafoidea del hueso esfenoides.
- Fascia de Cruveilhier: fascia superficial del perineo.
- Articulación de Cruveilhier: articulación atlanto-axial media.
- Plexo de Cruveilhier: plexo cervical posterior, plexo formado por los ramos dorsales de los tres primeros nervios espinales.

## Obras (selección)
- Anatomie descriptive. París 1834–1836, 4 volúmenes por Marc Sée y Cruveilhier hijo, 1877.
- Anatomie pathologique du corps humain. París 1828–1842, 200 láminas ilustradas por Antoine Chazal (1793–1854) a partir de sus dibujos.
- Cours d’études anatomiques. París 1830.
- La vie de Dupuytren. Bechet et Labé, París 1841.
- Traité d’anatomie pathologique générale. París, 1849–1864, 5 volúmenes, texto íntegro en gallica.bnf.fr.